# شتراوسبرغ
اشتراوسبرغ (بالألمانية: Strausberg) هي بلدة ألمانية تقع في ألمانيا في براندنبورغ. يقدر عدد سكانها بـ 26,229 نسمة .

## المدن التوأمة
مدن فراكنتال (فالتز)، Dębno و تيريزين هي مدن توأمة لـاشتراوسبرغ.